# Amphoe Khao Saming
Amphoe Khao Saming (Thai: อำเภอเขาสมิง) ist ein Landkreis (Amphoe – Verwaltungs-Distrikt) im Osten der  Provinz Trat. Die Provinz Trat liegt im Osten der Zentralregion von Thailand.

## Geographie
Benachbarte Distrikte (von Norden im Uhrzeigersinn): Amphoe Khlung in der Provinz Chanthaburi sowie die Amphoe Bo Rai, Mueang Trat und Laem Ngop in der Provinz Trat.

## Geschichte
Der Landkreis wurde bereits 1898 gegründet, sein Name hat sich in der Vergangenheit mehrfach geändert. Zuerst hieß er Si Bua Thong, dann Thung Yai und schließlich Khao Saming, als das Verwaltungsgebäude nach Ban Tha Kathon im Tambon Khao Saming verlegt wurde. Das heutige Gebäude nahm am 14. Februar 2000 seine Arbeit auf.

## Verkehr
In Amphoe Khao Saming befindet sich der Regionalflughafen Trat.

## Verwaltung

### Provinzverwaltung
Der Landkreis Khao Saming ist in acht Tambon („Unterbezirke“ oder „Gemeinden“) eingeteilt, die sich weiter in 66 Muban („Dörfer“) unterteilen.
| Nr. | Name         | Thai     | Muban | Einw. |
| --- | ------------ | -------- | ----- | ----- |
| 01. | Khao Saming  | เขาสมิง   | 09    | 6.737 |
| 02. | Saen Tung    | แสนตุ้ง    | 10    | 9.681 |
| 03. | Wang Takhian | วังตะเคียน | 07    | 4.694 |
| 04. | Tha Som      | ท่าโสม    | 05    | 4.379 |
| 05. | Sato         | สะตอ     | 09    | 5.416 |
| 06. | Pranit       | ประณีต    | 10    | 6.049 |
| 07. | Thep Nimit   | เทพนิมิต   | 07    | 3.616 |
| 08. | Thung Nonsi  | ทุ่งนนทรี   | 09    | 4.082 |

### Lokalverwaltung
Es gibt zwei Kommunen mit „Kleinstadt“-Status (Thesaban Tambon) im Landkreis:
- Khao Saming (Thai: เทศบาลตำบลเขาสมิง) bestehend aus den Teilen der Tambon Khao Saming, Thung Nonsi.
- Saen Tung (Thai: เทศบาลตำบลแสนตุ้ง) bestehend aus Teilen des Tambon Saen Tung.

Außerdem gibt es acht „Tambon-Verwaltungsorganisationen“ (องค์การบริหารส่วนตำบล – Tambon Administrative Organizations, TAO)
- Khao Saming (Thai: องค์การบริหารส่วนตำบลเขาสมิง) bestehend aus Teilen des Tambon Khao Saming.
- Saen Tung (Thai: องค์การบริหารส่วนตำบลแสนตุ้ง) bestehend aus Teilen des Tambon Saen Tung.
- Wang Takhian (Thai: องค์การบริหารส่วนตำบลวังตะเคียน) bestehend aus dem kompletten Tambon Wang Takhian.
- Tha Som (Thai: องค์การบริหารส่วนตำบลท่าโสม) bestehend aus dem kompletten Tambon Tha Som.
- Sato (Thai: องค์การบริหารส่วนตำบลสะตอ) bestehend aus dem kompletten Tambon Sato.
- Pranit (Thai: องค์การบริหารส่วนตำบลประณีต) bestehend aus dem kompletten Tambon Pranit.
- Thep Nimit (Thai: องค์การบริหารส่วนตำบลเทพนิมิต) bestehend aus dem kompletten Tambon Thep Nimit.
- Thung Nonsi (Thai: องค์การบริหารส่วนตำบลทุ่งนนทรี) bestehend aus Teilen des Tambon Thung Nonsi.